# Adolfas Varanauskas
Adolfas Varanauskas (* 4. Februar 1934 in Paliepis, Rajongemeinde Kaišiadorys; † 12. Januar 2007 in Kaunas) war ein litauischer Kugelstoßer, der für die Sowjetunion startete.
Bei den Olympischen Spielen 1964 in Tokio wurde er Achter mit 18,41 m.
1963 wurde er Sowjetischer Meister. Seine persönliche Bestleistung von 18,85 m stellte er am 5. Juli 1964 in Moskau auf.
1959 und 1963 wurde er als Litauens Sportler des Jahres ausgezeichnet.